# Kurt Reidemeister
Kurt Werner Friedrich Reidemeister (1893-1971) est un mathématicien allemand.

## Biographie
Il a obtenu son doctorat en 1921 avec un travail en théorie algébrique des nombres. En 1923, il devint professeur assistant à l'université de Vienne. Il s'intéressa alors aux travaux de Hans Hahn et Wilhelm Wirtinger. En 1925, il fut nommé professeur à l'université de Königsberg, où il resta jusqu'en 1933, lorsqu'il dut partir à cause de son opposition au nazisme.
Ses centres d'intérêt étaient principalement la théorie combinatoire des groupes, la topologie combinatoire et les fondations de la géométrie.  Parmi ses livres, on trouve Knoten und Gruppen (Nœuds et groupes) (1926), Einführung in die kombinatorische Topologie (Introduction à la topologie combinatoire) (1932) et Knotentheorie (Théorie des nœuds) (1932). Il est connu pour les mouvements de Reidemeister en théorie des nœuds et pour la torsion de Reidemeister (en).